# دریاچه وحشت ۳
دریاچه وحشت ۳ (به انگلیسی: Lake Placid 3) با عنوان اصلی (دریاچه آرام ۳) یک فیلم تلویزیونی آمریکایی در ژانر کمدی و ترسناک محصول سال ۲۰۱۰ میلادی به کارگردانی گریف فرست است. 
این فیلم دنباله ای بر فیلم دریاچه وحشت ۲ (۲۰۰۷) و سومین قسمت در مجموعه فیلم های دریاچه وحشت میباشد. 
این فیلم در تاریخ ۲۱ آگوست ۲۰۱۰ در سای‌فای به نمایش در آمد. 

## خلاصه داستان فیلم
داستان این فیلم مربوط به جریان توقف گروهی در منطقه‌ای برای استراحت است، آنان با تمساحهای خطرناک و وحشی روبه‌رو می‌شود و برخی از آنان بوسیلهٔ تمساح‌های دریاچه کشته می‌شوند که البته در پایان تمساح‌های دریاچه آرام کشته می‌شوند.